# Modena Football Club 1993-1994
Questa pagina raccoglie le informazioni riguardanti il Modena Football Club nelle competizioni ufficiali della stagione 1993-1994.

## Stagione
Nella stagione 1993-1994 il Modena disputa il campionato di Serie B, raccoglie 31 punti e si piazza in penultima posizione, retrocedendo in Serie C1. La stagione dei canarini inizia con Francesco Oddo in panchina. La partenza del campionato non è felice, durante la pausa invernale con il Modena penultimo con 11 punti in classifica dopo sedici giornate, viene esonerato il tecnico ed affidata la squadra a Giampiero Vitali. Con il nuovo allenatore la squadra gialloblù raccoglie 20 punti, che però non bastano a mantenere la categoria. Protagonista della stagione modenese il giovane attaccante genovese Enrico Chiesa in prestito dalla Sampdoria, autore di 14 reti, delle quali 4 su calcio di rigore. Anche in Coppa Italia il Modena non fa molta strada, lasciando la competizione nel primo turno sconfitta a Vicenza (1-0).

## Rosa
| N. |                   | Ruolo | Calciatore          |
| -- | ----------------- | ----- | ------------------- |
|    | Italia (bandiera) | P     | Alex Adani          |
|    | Italia (bandiera) | D     | Daniele Adani       |
|    | Italia (bandiera) | C     | Tommaso Barbieri    |
|    | Italia (bandiera) | D     | Giuseppe Baresi     |
|    | Italia (bandiera) | C     | Andrea Bergamo      |
|    | Italia (bandiera) | D     | Alessandro Bertoni  |
|    | Italia (bandiera) | A     | Mario Bonfiglio     |
|    | Italia (bandiera) | C     | Roberto Cavaletti   |
|    | Italia (bandiera) | A     | Enrico Chiesa       |
|    | Italia (bandiera) | C     | Gianmario Consonni  |
|    | Italia (bandiera) | C     | Alessandro Cucciari |
|    | Italia (bandiera) | D     | Davide Ferrari      |
|    | Italia (bandiera) | A     | Luis Landini        |

| N. |                   | Ruolo | Calciatore         |
| -- | ----------------- | ----- | ------------------ |
|    | Italia (bandiera) | C     | Livio Maranzano    |
|    | Italia (bandiera) | D     | Giuseppe Marino    |
|    | Italia (bandiera) | P     | Massimo Meani      |
|    | Italia (bandiera) | D     | Lorenzo Mezzetti   |
|    | Italia (bandiera) | C     | Stefano Mobili     |
|    | Italia (bandiera) | A     | Fabio Modelli      |
|    | Italia (bandiera) | C     | Manuel Montipò     |
|    | Italia (bandiera) | A     | Raffaele Paolino   |
|    | Italia (bandiera) | A     | Fabrizio Provitali |
|    | Italia (bandiera) | C     | Luca Puccini       |
|    | Italia (bandiera) | D     | Dario Rossi        |
|    | Italia (bandiera) | P     | Ferro Tontini      |
|    | Italia (bandiera) | C     | Pietro Zaini       |

## Risultati

### Campionato

#### Girone di andata
| Arbitro: | Lana (Torino) |

|                               |           |  |
| Rotella 31’ Polidori 67’, 69’ | Marcatori |  |

| Modena 5 settembre 1993 2ª giornata | Modena          | 0 – 0 | Ascoli | Stadio Alberto Braglia\| Arbitro: \| Nicchi (Arezzo) \| |
| Arbitro:                            | Nicchi (Arezzo) |       |        |                                                         |

| Arbitro: | Franceschini (Bari) |

|                         |           |  |
| Gadda 44’ Vecchiola 83’ | Marcatori |  |

| Arbitro: | Chiesa (Milano) |

|                      |           |                  |
| Provitali 78’ (rig.) | Marcatori | 9’, 62’ Petrachi |

| Arbitro: | Brignoccoli (Ancona) |

|                   |           |  |
| Chiesa 87’ (rig.) | Marcatori |  |

| Arbitro: | Pacifici (Roma) |

|            |           |                                   |
| Romano 49’ | Marcatori | 9’ Adani 12’ Provitali 18’ Chiesa |

| Arbitro: | Rodomonti (Teramo) |

|                                               |           |                      |
| Provitali 32’ Chiesa 68’ Buonocore 81’ (aut.) | Marcatori | 36’, 61’, 83’ Sotgia |

| Padova 17 ottobre 1993 8ª giornata | Padova          | 0 – 0 | Modena | Stadio Silvio Appiani\| Arbitro: \| Dinelli (Lucca) \| |
| Arbitro:                           | Dinelli (Lucca) |       |        |                                                        |

| Arbitro: | Racalbuto (Gallarate) |

|            |           |  |
| Chiesa 18’ | Marcatori |  |

| Arbitro: | Bonfrisco (Monza) |

|                               |           |                       |
| Hubner 38’ Bertoni 44’ (aut.) | Marcatori | 21’ (aut.) Calcaterra |

| Arbitro: | Pellegrino (Barcellona Pozzo di Gotto) |

|  |           |               |
|  | Marcatori | 55’ Banchelli |

| Arbitro: | Dinelli (Lucca) |

|                 |           |  |
| Evangelisti 82’ | Marcatori |  |

| Modena 28 novembre 1993 13ª giornata | Modena         | 0 – 0 | Palermo | Stadio Alberto Braglia\| Arbitro: \| Nepi (Viterbo) \| |
| Arbitro:                             | Nepi (Viterbo) |       |         |                                                        |

| Arbitro: | Lana (Torino) |

|                                |           |            |
| Gasparini 54’ Lopez 62’ (rig.) | Marcatori | 45’ Chiesa |

| Arbitro: | Brignoccoli (Ancona) |

|                                            |           |  |
| Tangorra 2’, 55’ L. Amoruso 21’ Pedone 39’ | Marcatori |  |

| Modena 18 dicembre 1993 16ª giornata | Modena                | 0 – 0 | Pescara | Stadio Alberto Braglia\| Arbitro: \| Racalbuto (Gallarate) \| |
| Arbitro:                             | Racalbuto (Gallarate) |       |         |                                                               |

| Acireale 2 gennaio 1994 17ª giornata | Acireale           | 0 – 0 | Modena | Stadio Tupparello\| Arbitro: \| Stafoggia (Pesaro) \| |
| Arbitro:                             | Stafoggia (Pesaro) |       |        |                                                       |

| Arbitro: | Bolognino (Milano) |

|  |           |                     |
|  | Marcatori | 83’ (rig.) Masolini |

| Arbitro: | Beschin (Legnago) |

|                |           |                        |
| Ambrosetti 18’ | Marcatori | 24’, 49’ (rig.) Chiesa |

#### Girone di ritorno
| Arbitro: | Trentalange (Torino) |

|               |           |  |
| Provitali 36’ | Marcatori |  |

| Arbitro: | Quartuccio (Torre Annunziata) |

|                                   |           |  |
| Maini 35’ Berhoff 45’, 72’ (rig.) | Marcatori |  |

| Arbitro: | Ceccarini (Livorno) |

|            |           |          |
| Chiesa 88’ | Marcatori | 72’ Lupo |

| Arbitro: | Pacifici (Roma) |

|                                       |           |  |
| Vanoli 26’ Campilongo 71’ Cerbone 89’ | Marcatori |  |

| Lucca 20 febbraio 1994 24ª giornata | Lucchese         | 0 – 0 | Modena | Stadio Porta Elisa\| Arbitro: \| Cardona (Milano) \| |
| Arbitro:                            | Cardona (Milano) |       |        |                                                      |

| Arbitro: | Franceschini (Bari) |

|                    |           |              |
| Mignani 16’ (aut.) | Marcatori | 90’ Delpiano |

| Arbitro: | Bettin (Padova) |

|                         |           |                                   |
| Sotgia 40’ Catanese 43’ | Marcatori | 53’ Bonfiglio 76’ (aut.) F. Conti |

| Arbitro: | Rosica (Roma) |

|           |           |             |
| Chiesa 1’ | Marcatori | 79’ Cuicchi |

| Verona 27 marzo 1994 28ª giornata | Verona                | 0 – 0 | Modena | Stadio Marcantonio Bentegodi\| Arbitro: \| Racalbuto (Gallarate) \| |
| Arbitro:                          | Racalbuto (Gallarate) |       |        |                                                                     |

| Arbitro: | Pacifici (Roma) |

|               |           |  |
| Provitali 10’ | Marcatori |  |

| Firenze 9 aprile 1994 30ª giornata | Fiorentina         | 0 – 0 | Modena | Stadio Artemio Franchi\| Arbitro: \| Tombolini (Ancona) \| |
| Arbitro:                           | Tombolini (Ancona) |       |        |                                                            |

| Arbitro: | Bazzoli (Merano) |

|                        |           |  |
| Chiesa 5’ Provitali 7’ | Marcatori |  |

| Arbitro: | Cesari (Genova) |

|                  |           |            |
| F. Giampaolo 83’ | Marcatori | 32’ Chiesa |

| Arbitro: | Cinciripini (Ascoli Piceno) |

|           |           |                      |
| Mobili 8’ | Marcatori | 63’, 67’ A. Briaschi |

| Arbitro: | Quartuccio (Torre Annunziata) |

|  |           |              |
|  | Marcatori | 75’ Gautieri |

| Arbitro: | Baldas (Trieste) |

|                                                |           |                               |
| Nobile 45’ Palladini 60’ A. Carnevale 73’, 90’ | Marcatori | 33’ (rig.), 88’ (rig.) Chiesa |

| Arbitro: | Bettin (Padova) |

|             |           |               |
| Bertoni 86’ | Marcatori | 44’ Logiudice |

| Arbitro: | Tombolini (Ancona) |

|             |           |  |
| Ianuale 38’ | Marcatori |  |

| Arbitro: | Dinelli (Lucca) |

|                        |           |                 |
| Chiesa 6’ Consonni 82’ | Marcatori | 37’ Baronchelli |

## Coppa Italia
| Arbitro: | Bonfrisco (Monza) |

|             |           |  |
| Viviani 15’ | Marcatori |  |